# Politique étrangère des Kiribati
La république des Kiribati concentre principalement sa politique étrangère sur trois axes :
- soutien diplomatique à la république populaire de Chine, en échange d'une aide économique ;
- volonté d'alerter l'opinion internationale au sujet des conséquences du changement climatique ;
- participation aux institutions régionales en Océanie.

En outre, les Kiribati reçoivent une aide au développement de la part de l'Union européenne, de Taïwan, de l'Australie, de la Nouvelle-Zélande, du Japon, du Canada, des États-Unis, de la Banque asiatique de développement et des Nations unies.

## Participation aux organisations internationales
Les Kiribati sont membres du Commonwealth (depuis 1979), des Nations unies (depuis 1999), des Pays ACP, du FMI et de l'Alliance des Petits États Insulaires (Alliance of Small Island States). Le pays est également membres d'institutions régionales propres au Pacifique, telles la Communauté du Pacifique Sud, la Banque asiatique de développement et la Commission économique et sociale pour l'Asie et le Pacifique. En 2000, les Kiribati sont l'hôte du 31e sommet annuel du Forum des îles du Pacifique. Les Kiribati font partie de l'accord de Nauru concernant la pêche dans ses eaux.
Le 9 juillet 2022, sous la présidence de Taneti Maamau, les Kiribati deviennent le seul pays à se retirer du Forum des îles du Pacifique, arguant d'un manque de considération par le Forum à l'égard des pays micronésiens.

## Ambassades
Les Kiribati ont un haut-commissariat à Suva, aux Fidji. Le pays a également des consulats honoraires au Royaume-Uni (Londres), en Nouvelle-Zélande (Auckland), en Australie (Sydney), aux États-Unis (Honolulu), au Japon (Tokyo) et en Allemagne (Hambourg).
Trois pays maintiennent une ambassade ou un haut-commissariat aux Kiribati : l'Australie, la Nouvelle-Zélande et la république populaire de Chine.

### Ambassades réciproques
| État                          | Relations diplomatiques depuis... | Ambassade gilbertine                                          | Ambassade de l'État étranger                                                                        | Importance et remarques |
| ----------------------------- | --------------------------------- | ------------------------------------------------------------- | --------------------------------------------------------------------------------------------------- | ----------------------- |
| République populaire de Chine | 27 septembre 2019                 | Les Kiribati possèdent une ambassade à Pékin depuis mai 2020. | La Chine a une ambassade à Tarawa-Sud depuis mai 2020. Page web : http://ki.chineseembassy.org/eng/ |                         |

### Ambassade gilbertine uniquement
| État       | Relations diplomatiques depuis... | Ambassade gilbertine | Ambassade de l'État étranger                                                                                                 | Importance et remarques |
| ---------- | --------------------------------- | --- | --- | ----------------------- |
| États-Unis | 1980                              | La mission permanente des Kiribati aux Nations unies, à New York, sert également d'ambassade du pays auprès des États-Unis,. | Les États-Unis n'ont pas d'ambassade à Tarawa-Sud. L'ambassade américaine aux Fidji est accréditée aux Kiribati.             |                         |
| Fidji      |                                   | Les Kiribati possèdent un haut-commissariat à Suva.                                                                          | Les Fidji ne possèdent pas de représentation diplomatique aux Kiribati, mais un ambassadeur itinérant aux îles du Pacifique. |                         |

### Ambassade de l'autre État uniquement
| État             | Relations diplomatiques depuis... | Ambassade gilbertine | Ambassade de l'État étranger                                               | Importance et remarques |
| ---------------- | --------------------------------- | --- | -------------------------------------------------------------------------- | ----------------------- |
| Australie        |                                   | L'Australie possède un haut-commissariat à Tarawa-Sud. Page web : https://kiribati.embassy.gov.au                                                                        | Les Kiribati n'ont pas de représentation diplomatique en Australie.        |                         |
| Nouvelle-Zélande |                                   | La Nouvelle-Zélande possède un haut-commissariat à Tarawa-Sud. page web : https://www.mfat.govt.nz/en/countries-and-regions/pacific/kiribati/new-zealand-high-commission | Les Kiribati n'ont pas de représentation diplomatique en Nouvelle-Zélande. |                         |

## Crise du changement climatique
Pour les Kiribati, l'un des problèmes les plus pressants est celui de l'émigration forcée d'une population destinée à devenir une nation de réfugiés climatiques. En novembre 2007, les Kiribati participent à une réunion internationale de vingt-six petits pays insulaires aux Maldives, avec pour but de définir une stratégie commune de réaction aux problèmes liés au changement climatique.
Le président Anote Tong a pris la parole, lors de divers sommets internationaux, pour expliquer à la communauté internationale les effets du changement climatique sur son pays, et pour solliciter l'aide des pays riches. L'ONU est pour les Kiribati un forum privilégié en ce domaine. Le 2 octobre 2007, la délégation I-Kiribati affirme devant l'Assemblée Générale des Nations unies :
« Notre survie en tant que nation et en tant que peuple, avec une culture et un mode de vie qui nous sont propres, est gravement menacée par le réchauffement climatique et la montée du niveau de la mer. ».

## Relations bilatérales particulières

### Avec Taïwan et la république populaire de Chine
De 1980 à 2003, les Kiribati reconnaissent la république populaire de Chine. Puis, le 7 novembre 2003, les Kiribati établissent des relations diplomatiques avec la république de Chine (Taïwan), qui devient une source importante d'aide au développement pour le pays océanien. Pékin rompt alors ses relations avec Tarawa.
L'incident n'est pas anodin pour la république populaire de Chine, puisque sa collaboration diplomatique avec les Kiribati lui avait permis d'y établir une base pour suivre ses satellites (dans le cadre de son programme spatial) en 1997. Les Kiribati ont donc une certaine importance stratégique pour la diplomatie chinoise; pendant trois semaines en novembre 2003, le gouvernement chinois appelle le président gilbertin Anote Tong à renoncer à ses relations avec Taipei, mais en vain. Pékin refuse de maintenir des relations avec un État qui reconnaît la république de Chine, et doit donc abandonner l'utilisation de sa base aux Kiribati.
Les Kiribati sont l'un des pays océaniens qui constituent un terrain de compétition diplomatique entre Pékin et Taipei. Les Kiribati appuient la demande de Taïwan qui souhaite devenir membre des Nations unies.
Le 27 septembre 2019, les Kiribati et la république populaire de Chine ont restauré leurs relations diplomatiques. Les Kiribati ont de ce fait cessé leur soutien à Taipei.

### Avec Cuba
Cuba n'a pas de relations diplomatiques officielles avec les Kiribati, mais apporte aux Kibarati une aide médicale conséquente. Seize médecins cubains travaillent aux Kiribati, et y ont réduit la mortalité infantile de 80 %. En outre, vingt étudiants gilbertins étudient actuellement la médecine à Cuba, aux frais de leur hôte cubain.
Cuba soigne ses relations avec les îles du Pacifique, et a également fourni des médecins et/ou un enseignement médical aux Îles Salomon et à Nauru.

### Avec le Royaume-Uni
Les Kiribati sont une ancienne colonie britannique, et ont un consulat à Londres, mais il n'y a plus de haut-commissariat britannique à Tarawa-Sud, et les deux pays n'ont pas maintenu des relations particulièrement proches. Le Royaume-Uni applique une approche régionale à sa politique étrangère dans le Pacifique, plutôt que d'envisager des relations bilatérales proches avec un micro-Etat des îles océaniennes. Le Commonwealth sert également de cadre potentiel aux relations entre le Royaume-Uni et les Kiribati.

### Avec la France
Les Kiribati n'ont pas de représentation diplomatique en France, ni la France aux Kiribati. Néanmoins, en tant que membre du Forum des îles du Pacifique, les Kiribati ont eu des relations tendues avec la France au moment des essais nucléaires français.
Voir l'article : Relations entre la France et le Forum des îles du Pacifique.